# آئه استنتوفت
آئه استنتوفت (دانمارکی: Aage Stentoft؛ ‏ ۱ مه ۱۹۱۴ – ۸ ژوئیه ۱۹۹۰) آهنگساز، ترانه‌سرا، و فیلم‌نامه‌نویس اهل دانمارک بود.
از فیلم‌هایی که وی در آن‌ها نقش داشته‌است، می‌توان به دختر و چاله آب و زنت را به من قرض بده اشاره نمود.